# Amaravati
Amaravati là một thành phố thủ phủ trên thực tế (de facto) của bang Andhra Pradesh, Ấn Độ.